# Alex Kogler
 (septembre 2019).
Alex Kogler (né le 10 janvier 1952 à Lethbridge dans la province de l’Alberta au Canada) est un joueur de hockey sur glace. Il évolue au poste d'ailier gauche.

## Carrière
Il commence sa carrière en jouant pour les Sugar Kings de Lethbridge, équipe évoluant dans la Ligue de hockey junior de l'Alberta (LHJA) en 1970-1971. Voyant en lui un bon potentiel, les Centennials de Calgary, évoluant dans la Ligue de hockey de l'Ouest (LHOu) l'engage rapidement.
En 1971-1972, il joue toujours en LHOu, il commence la saison au sein de l’effectif des Broncos de Swift Current, puis est échangé aux Bruins de New Westminster.
Avant le début de la saison 1972-1973, il signe un contrat avec les Reds de Providence, équipe évoluant dans la Ligue américaine de hockey (LAH). Il est assigné au club école des Cubs du cap Cod, évoluant en Eastern Hockey League (EHL), mais obtient un match d'essai avec les Reds. La saison suivante, il se voit envoyé dans le club école des Six-Guns d'Albuquerque et obtient 2 matchs auprès des Reds.
À l'été 1974, il s'engage avec les Flags de Port Huron en  Ligue internationale de hockey (LIH) pour 2 saisons. Peu avant la fin de la saison 1975-1976, il se blesse et met un terme à sa carrière, à l’âge de 24 ans.

## Statistiques
| Saison     | Équipe                    | Ligue      |    | Saison régulière | Saison régulière | Saison régulière | Saison régulière | Saison régulière |   | Séries éliminatoires | Séries éliminatoires | Séries éliminatoires | Séries éliminatoires | Séries éliminatoires |
| Saison     | Équipe                    | Ligue      | PJ | B                | A                | Pts              | Pun              | PJ               | B | A                    | Pts                  | Pun                  |                      |                      |
| 1970-1971  | Sugar Kings de Lethbridge | LHJA       | -- | --               | --               | --               | --               |                  |   |                      |                      |                      |                      |                      |
| 1970-1971  | Nationals de London       | LHOu       | 54 | 7                | 13               | 20               | 50               |                  |   |                      |                      |                      |                      |                      |
| 1971-1972  | Broncos de Swift Current  | LHOu       | 37 | 15               | 17               | 32               | 28               |                  |   |                      |                      |                      |                      |                      |
| 1971-1972  | Bruins de New Westminster | LHOu       | 35 | 28               | 14               | 42               | 31               |                  |   |                      |                      |                      |                      |                      |
| 1972-1973  | Reds de Providence        | LAH        | 1  | 0                | 0                | 0                | 2                |                  |   |                      |                      |                      |                      |                      |
| 1972-1973  | Cubs du cap Cod           | EHL        | 54 | 31               | 29               | 60               | 12               | 8                | 4 | 1                    | 5                    | 0                    |                      |                      |
| 1973-1974  | Reds de Providence        | LAH        | 2  | 0                | 0                | 0                | 2                |                  |   |                      |                      |                      |                      |                      |
| 1973-1974  | Six-Guns d'Albuquerque    | LCH        | 62 | 14               | 16               | 30               | 23               |                  |   |                      |                      |                      |                      |                      |
| 1974-1975  | Flags de Port Huron       | LIH        | 73 | 23               | 23               | 46               | 19               | 5                | 2 | 1                    | 3                    | 11                   |                      |                      |
| 1975-1976  | Flags de Port Huron       | LIH        | 74 | 19               | 29               | 48               | 18               |                  |   |                      |                      |                      |                      |                      |
| Totaux LNH | Totaux LNH                | Totaux LNH | 20 | 0                | 0                | 0                | 11               |                  |   |                      |                      |                      |                      |                      |